# فهرس المواضيع الجغرافية
تتضمن هذه المقالة قائمةً بالمواضيع الجغرافية:
الجغرافيا، هي دراسة العالم وخصائصه وتوزيع الحياة على الأرض، بما في ذلك حياة الإنسان وتأثير النشاط البشري. تُعنى البحوث الجغرافية بالإجابة عن سؤالين هما «أين» و«كيف» تحدث الظواهر الجغرافية. الجغرافيا هي مجال منوّع يسعى إلى فهم العالم وما يتعلق بالبشر والطبيعة.8H2G3262+J7. 8 <تض 8 مز> 8 دام 8 زات 8 ثول 8 عجب 8 تعق 8 إذ> 8 طال 8 <ذب 8 زاء 8 ييس 8 ثمة 8 اطف 8 شوا 8 <ظ> 8 <ش> 8 زف> 8 ريح 8 لبغ 8 تحم 8 سلو 8 <لإ 8 قاف 8 شهد 8 هاز ..

## 0–9
نماذج مدن ثلاثية الأبعاد

## أ
- اتجاه نسبي
- اتصال مناطق طبيعية
- إحصائيات جغرافية
- الإحساس بالمكان
- الأرض
- استهداف جغرافي
- إسناد خطي
- اضمحلال المسافة
- أمريكا الجنوبية
- إنترمونتين

## ب
- بيئة قاسية
- بيئة المناظر الطبيعية

## ت
- تاريخ الجغرافيا
- تأثير كابا
- تحليل مكاني
- تركيبة سكانية
- تسمية البلدات الواقعة على الحدود
- توزيع الرتبة والحجم

## ج
- جبل جليدي
- جزيرة
- جغرافيا استوائية
- جغرافيا اقتصادية
- جغرافيا إقليمية
- جغرافيا استراتيجية
- جغرافيا اجتماعية
- جغرافيا تاريخية
- جغرافيا تنموية
- جغرافيا ثقافية
- جغرافيا الحرب
- جغرافيا حضرية
- جغرافيا حيوية
- جغرافيا زمانية
- جغرافيا السكان
- جغرافيا سلوكية
- جغرافية الصحة
- جغرافيا قديمة
- جغرافيا نسوية
- جغرافيا سياحية
- جغرافيا سياسية
- جغرافيا النقل
- الجغرافيا والثروة
- جغرافيون في السينما
- الجمعية البريطانية لرسم الخرائط
- جيوسياسية

## ح
- حدود إدارية مؤقتة
- حدود سياسية
- حقل (جغرافيا)
- حوض قطع الصخور
- حوكمة

## خ
- خريطة
- خط الثلج الدائم

## د
- دمج الطبيعة في المدينة
- دول جزرية صغيرة نامية
- دول نامية غير ساحلية

## ر
- رسم خرائط

## ش
- شبه القارة الهندسة القديمة
- شيفرون (أراض ترسبية)
- شبه قارة الهند
- شكل الأرض
- شبكة مثلثات غير منتظمة

## ع
- عالم إسلامي
- عالم الأطلنطي
- علم الآثار الجغرافية
- علم البيئة البشرية
- علم البيئة السياسية
- علم تقسيم الأرض
- علم الخرائط
- علم دراسة التربة
- علم العلامات الحضري
- علم المياه
- علم المعلومات الجغرافية
- علم المناخ
- عرض الرقعة

## غ
- غطاء أرضي

## ف
- فهرس جغرافي
- فرضية التل الجليدي
- فلسفة الجغرافيا

## ق
- قانون توبلر الأول للجغرافيا

## ك
- كثافة سكانية

## م
- موقع جغرافي
- مربع رقمي مصحح
- مستوى الأصل
- مستوطنة
- مسرد المصطلحات الجغرافية
- مستطيل الإحاطة الأصغر
- معلم جغرافي
- مفارقة مكانية
- مملكة الراهب
- مناطق نفوذ ثقافي
- منطقة
- منطقة فرعية
- مورفولوجيا الأرض
- مؤشرات الحرمان 2004
- مؤشرات الحرمان 2007
- مياه المد (مصطلح جغرافي)

## ن
- نظم المعلومات الجغرافية للمعارف التقليدية

## هـ
- هوية مكانية

## و
- وصف الأعراق البشرية